# Адриан V (папа)
Вижте пояснителната страница за други личности с името Адриан.
Папа Адриан V (на латински: Hadrianus.PP.V) роден Отобоно ди Теодиско Фиески (на италиански: Ottobono di Teodisco Fieschi) е глава на Католическата църква между юли и август 1276 г., 186-ият папа в Традиционното броене.